# 嫩斯林根
嫩斯林根是德国巴伐利亚州的一个市镇。总面积21.97平方公里，总人口1350人，其中男性711人，女性639人（2011年12月31日），人口密度61人/平方公里。